# 関義文
関 義文（せき よしふみ、1953年（昭和28年）4月23日 - ）は、日本のボクサー。

## 経歴・人物
中央大学在学中に、1976年モントリオールオリンピックに男子ウェルター級で出場し、2回戦で韓国のキム・ジュソクを破ったが、3回戦でカナダのカルメン・リンケに敗れた。